# Иван II Кастриот
Иван II Кастриот или Ђон II Кастриот, а негде Јован II Кастриот (1456. — 2. август 1514), био је син Ђурђа Кастриота Скендербега, српског борца против Османлија, и Донике Кастриот, ћерка моћног албанског кнеза Ђорђа Аријанита. Дана 25. септембра 1463. године додељена му је почасна титула патрицијана Млетачке републике, тако да је његов отац Скендербег ступио у савез са Млечанима против турака-османлија. Владао је кратко Кројом након смрти његовог оца Скендербегам, затим војвода од Сан Пјетра у Галатини (1485. године), гроф од Солета, сињор од Монте Сант'Ангело и Сан Ђовани Ротондо. Краљ Фердинанд I од Напуља му је 1495. године, дао титулу сињоре од Гаљана дел Капоа и Орије. Док је био тинејџер, био је приморан да напусти земљу након смрти свог оца 1468. године. Познат је и по својој улози у албанским устанцима 1481. године, када је, након што је стигао на албанску обалу из Италије, населивши се у Химару, повео побуну против Османлија. У јуну 1481. године подржао је снаге Ивана Црнојевића да успешно преузму Зету од Османлија. Није успео да поново успостави Кнежевину Кастриота и ослободи Албанију од Османлија, па се повукао у Италију после трогодишњег рата 1484. године.

## Повратак Јована II Кастриота у Албанију (1481—1484)
Јован II Кастриот је рођен 1456. године у замку Петралба (данашњи Гур и Бардхе) и према Марину Барлетију, Скендербег је пре битке код Албулене одвео своју жену и сина у Кроју. Смрћу свог оца кнеза Ђурђа Скендербега Кастриота, 1468. године, мигрирао је са својом мајком кнегињом Доником Кастриот и кратко време живео у Напуљском краљевству, на имањима која је наследио од свог оца кнеза Ђурђа Кастриота. Борио се против Османлија у Отранту, када су представници албанских устаника затражили од кнеза Јована II Кастриота да се врати у Албанију и он је прихватио њихов позив, чиме је отпочела албанска побуна 1481–1488. године.
Користећи интерес напуљског двора у овом тренутку за проширење фронта рата против османских освајача, кнез Иван II Кастриот је успео да добије од краља Фердинанда I неопходна средства за пловидбу да заједно са извесним бројем ратника дође у Албанију. У четири напуљска брода (галера) укрцао је своје снаге и са својим рођаком, Констандином Музаком, отпловио за отаџбину.
Након што се кнез Ђон II Кастриот искрцао јужно од Драча 1481. године, напуљски бродови су кренули ка јужној Албанији и искрцали Констандина Музаку у области Химаре, где је створено још једно жариште анти-османских устанака. У међувремену, у северној Албанији, у планинским областима Љеша и Скадар, дејствовале су снаге кнеза Николе II и кнеза Леке III Дукађина. Напали су и град Скадар, што је приморало Сулејман-пашу да пошаље војна појачања и у ово подручје.
Кнеза Јована II Кастриота су становници централне Албаније дочекали као законског наследника земље. Његовим доласком устаници ових крајева су појачали борбу за протеривање османских освајача. У тим условима, Сулејман - паша је видео како Еунуку против њих покреће део османске војске, која се у околини Валоне спремала за одлазак у Италију.
Да би издржао напад османске војске, кнез Иван II Кастриот је послао део својих бораца да бране пут којим ће проћи непријатељске трупе. Али албански борци нису могли да издрже напад османских снага и скоро сви албански војници су били заробљени. Овај губитак пољуљао је поверење кнеза Ивана II Кастриота у успех устанка, па је мислио да напусти Албанију и врати се у Италију. Али становници Кастриотских поседа изразили су огромну спремност да наставе борбу против османских освајача. Око 7.000 албанских пешака окупило се око кнеза Ивана II Кастриота и у првој половини августа 1481. године, напало је и поразило османску војску од 2.000 до 3.000 војника. Поред ове победе, ослобођени су и Албанци које су Османлије заробиле у претходној бици.
Такође током августа 1481. године, у западним деловима јужне Албаније, посебно у области Химаре, водиле су се жестоке борбе између албанских и османских трупа. Под вођством Констандина Музаке, албански борци су опколили и напали замкове Химару и Сопот (Борш), заузевши оба. Веома тешка ситуација која је створена за османске снаге, које су дејствовале на овим просторима, приморала је Сулејман-пашу да сам крене на челу са 3.000 војника у правцу Химаре. Али на путу су били поражени у борби од Албанаца и оставили преко 1.000 убијених и заробљених Османлија. Међу заробљеницима је био и румелијски беглербег Сулејман-паша, кога су Албанци дали као ратни трофеј кнезу Јовану II Кастриоту.
После победе Албанаца над трупама Синан-паше, у приморским областима јужне Албаније, 31. августа 1481. године ослобођен је замак Химара, а потом и замак Сопот.
Пораз Сулејман-пашине војске у Албанији умногоме је олакшао антиосманске војне акције које су се одвијале у Напуљској краљевини. Напуљска војска је 10. септембра 1481. године, ослободила замак Отранто и тако протерала Османлије из Италије.
После победа Албанаца током августа 1481. године против војске Сулејман-паше, проширене су њихове војне акције за ослобађање градова и замкова у Албанији. Борци кнеза Ивана II Кастриота су се окренули према Крoји и кренули у нападе да је ослободе. Иако албанска војска није успела да заузме Крoју, јер је дворац Крoја био веома утврђен и неосвојив силом оружја, до краја 1481. године, Албанци су ослободили знатан део поседа Кастриота, укључујући и Кроју, до 1483. године, кнез Иван II Кастриот је постао познат као кнез ослобођене албанске земље.
После мировног споразума из 1483. године између Османског царства и Напуљске краљевине, османске војске су појачале своје активности за поновно освајање поседа Кастриота и других слободних албанских територија. Иако су у јануару 1484. године, борци кнеза Ђона II Кастриота поразили османску војску код реке Ерзен, али су отпор и организована борба Албанаца привремено почели да слабе због великог и непрекидног притиска освајачких османских снага. У лето 1484. године, Османлије су поново освојиле замак Химару. Слабљење анти-османског отпора приморао је кнеза Ђона II Кастриота да напусти Албанију и поново се насели на имање које су Кастриоти имали у Италији. Исто су радили и други албански владари, који су емигрирали и дошли у Албанију почетком 1480-их да предводе анти-османске устанке. Убрзо након тога, Химароти су ослободили и пружали отпор Османском царству, који је трајао до 1488. године.

## Породица
Кнез Јован II Кастриот се оженио деспином Ирином Бранковић (такође Јерином или Иреном). Имали су бројно потомство:
- Ђорђо Кастриот (умро 1540. године);
- Костантино Кастриот (1477–1500), бискуп Изерније;
- Гробница албанског племића Константина Кастриота, подигнута 1500. године. У левом и десном стубу се примећују два албанска орла.Фердинанд Кастриот[16] (умро 1561. године), 2. војвода од Сан Пјетра у Галатини и 2. гроф од Солета, који се оженио Адријаном Аквавива-д'Арагона од Нардоа са којом је имао једну преживелу закониту ћерку: Ирину Кастриот, која је наследила већину очевих поседа који ће јој касније пренети титуле и власништво. Ирина се удала за Пјетра Антонија Сансеверина, принца од Бисигнана. Пар је имао ћерку, принцезу Виторију Сансеверино, и сина, принца Николо Сансеверина, који је наследио титуле свог оца. Осим Ирине, Фердинанд је имао неколико мушке и женске ванбрачне деце, од којих потичу садашњи чланови породице Кастриота. Његови синови су били:

Федерико Кастриот, барон од Гаљана
Пардо Кастриот
Ахил Кастриот
Алфонсо Цастриот
Паоло Кастриот
Ђованни Кастриот
Феранте Кастриот
- Марија Кастриот[17] (умрла 1569. године), која се удала за Карла Минутола и посветила се уметности.
- Алфонсо Кастриот (умро 1503. године) који је, док је 1503. године, био у посети шпанском двору са својом баком по оцу, кнегињом Андроником Аријанит, изненада умро са само 15 година. Сахрањен је уз краљевске почасти у Валенсији, Шпанија. Неколико година касније, 1506. године, Алфонсу ће се придружити и његова бака која је такође сахрањена у Валенсији.

Потомци Кастриота који данас живе у Италији представљају једине потомке цара Манојла II Палеолога, прадеде кнегиње Ирине Бранковић.

## Породично стабло
|  |                              |  |  |  |  |  |  |  |  |  |  |  |  |  |  |  |
|  | 16. Kastrioti                |  |  |  |  |  |  |  |  |  |  |  |  |  |  |  |
|  |                              |  |  |  |  |  |  |  |  |  |  |  |  |  |  |  |
|  |                              |  |  |  |  |  |  |  |  |  |  |  |  |  |  |  |
|  | 8. Pal Kastrioti             |  |  |  |  |  |  |  |  |  |  |  |  |  |  |  |
|  |                              |  |  |  |  |  |  |  |  |  |  |  |  |  |  |  |
|  |                              |  |  |  |  |  |  |  |  |  |  |  |  |  |  |  |
|  | 4. Иван I Кастриот           |  |  |  |  |  |  |  |  |  |  |  |  |  |  |  |
|  |                              |  |  |  |  |  |  |  |  |  |  |  |  |  |  |  |
|  |                              |  |  |  |  |  |  |  |  |  |  |  |  |  |  |  |
|  | 2. Ђурађ Кастриот Скендербег |  |  |  |  |  |  |  |  |  |  |  |  |  |  |  |
|  |                              |  |  |  |  |  |  |  |  |  |  |  |  |  |  |  |
|  |                              |  |  |  |  |  |  |  |  |  |  |  |  |  |  |  |
|  | Гргур Голубић                |  |  |  |  |  |  |  |  |  |  |  |  |  |  |  |
|  |                              |  |  |  |  |  |  |  |  |  |  |  |  |  |  |  |
|  |                              |  |  |  |  |  |  |  |  |  |  |  |  |  |  |  |
|  | 5. Војислава Кастриот        |  |  |  |  |  |  |  |  |  |  |  |  |  |  |  |
|  |                              |  |  |  |  |  |  |  |  |  |  |  |  |  |  |  |
|  |                              |  |  |  |  |  |  |  |  |  |  |  |  |  |  |  |
|  | 1. Иван II Кастриот          |  |  |  |  |  |  |  |  |  |  |  |  |  |  |  |
|  |                              |  |  |  |  |  |  |  |  |  |  |  |  |  |  |  |
|  |                              |  |  |  |  |  |  |  |  |  |  |  |  |  |  |  |
|  | 12. Komnen Arianiti          |  |  |  |  |  |  |  |  |  |  |  |  |  |  |  |
|  |                              |  |  |  |  |  |  |  |  |  |  |  |  |  |  |  |
|  |                              |  |  |  |  |  |  |  |  |  |  |  |  |  |  |  |
|  | 6. Gjergj Arianiti           |  |  |  |  |  |  |  |  |  |  |  |  |  |  |  |
|  |                              |  |  |  |  |  |  |  |  |  |  |  |  |  |  |  |
|  |                              |  |  |  |  |  |  |  |  |  |  |  |  |  |  |  |
|  | 13. X Zaharia                |  |  |  |  |  |  |  |  |  |  |  |  |  |  |  |
|  |                              |  |  |  |  |  |  |  |  |  |  |  |  |  |  |  |
|  |                              |  |  |  |  |  |  |  |  |  |  |  |  |  |  |  |
|  | 3. Donika Kastrioti          |  |  |  |  |  |  |  |  |  |  |  |  |  |  |  |
|  |                              |  |  |  |  |  |  |  |  |  |  |  |  |  |  |  |
|  |                              |  |  |  |  |  |  |  |  |  |  |  |  |  |  |  |
|  | 14. X Muzaka                 |  |  |  |  |  |  |  |  |  |  |  |  |  |  |  |
|  |                              |  |  |  |  |  |  |  |  |  |  |  |  |  |  |  |
|  |                              |  |  |  |  |  |  |  |  |  |  |  |  |  |  |  |
|  | 7. Maria Muzaka              |  |  |  |  |  |  |  |  |  |  |  |  |  |  |  |
|  |                              |  |  |  |  |  |  |  |  |  |  |  |  |  |  |  |
|  |                              |  |  |  |  |  |  |  |  |  |  |  |  |  |  |  |